# 汪喬年
汪喬年（？—1642年），字歲星，浙江嚴州府遂安縣（今屬淳安縣）人。明末政治人物。

## 生平
天啟元年（1621年）辛酉科五十二名举人，天啟二年（1622年）聯捷進士，官刑部陝西司主事，三年江南审决，四年升员外，五年升刑部郎中。七年丁忧，崇祯二年（1629年）起补工部都水司郎中，同年出任山東青州府知府。六年升山东副使，养病回籍。
崇禎十年（1637年），崇禎帝下詔廷臣推薦邊才，禮部侍郎方逢年推薦汪喬年，起补陕西河东道，十一年升陕西提学参政。十四年，汪喬年累升至陝西按察使。崇禎十四年（1641年）任都察院右僉都御史，巡撫陝西，當時陝西總督是傅宗龍，崇禎命宗龍向河南進兵。傅宗龍被圍，突圍時在項城被殺。汪喬年得知傅宗龍死訊，大哭說道：“傅公死，討賊無人矣。”傅宗龍死後，喬年被提升為兵部右侍郎兼右佥都御史、陝西三边總督，派人掘李自成祖墳，會師出討。喬年召集散亡士卒三萬眾，命令賀人龍率領。李自成“盡銳攻之”，賀人龍等不戰而走，汪喬年乃收步卒二千，入城拒守。崇禎十五年（1642年）二月十七日，李自成、羅汝才軍攻襄城城五晝夜，城陷，汪喬年被俘不屈而死，死狀甚慘，舌头被割，最后被凌迟活剐。《明史》評價喬年「此殆有天焉，非其才之不任也」。

## 家族
祖父汪百顺。父汪時和，儒官。

## 延伸阅读
[在维基数据编辑]
 《明史卷二百六十二》，出自《明史》

| 官衔        | 官衔                            | 官衔          |
| ----------- | ------------------------------- | ------------- |
| 前任： 王極 | 明朝青州府知府 1629年－崇禎年間 | 繼任： 武獻哲 |